# Chrysopodes crassipennis
Chrysopodes crassipennis är en insektsart som beskrevs av Penny 2001. Chrysopodes crassipennis ingår i släktet Chrysopodes och familjen guldögonsländor. Inga underarter finns listade i Catalogue of Life.